# Puy-Sanières
Puy-Sanières ist eine französische Gemeinde im Département Hautes-Alpes in der Region Provence-Alpes-Côte d’Azur. Sie gehört zum Kanton Chorges im Arrondissement Gap.

## Geografie
Puy-Sanières liegt am Nordufer des Lac de Serre-Ponçon sowie nahe der Südflanke des 2552 m hohen Mont Guillaume im Bereich des Bergmassivs Massif des Écrins. Die Gemeinde grenzt im Nordwesten Puy-Saint-Eusèbe, im Nordosten an Embrun, im Süden an Crots und im Südwesten an Savines-le-Lac.

## Geschichte
Aus dem 13. Jahrhundert ist der Ortsname „Podium Sagnerarium“ überliefert.

### Bevölkerungsentwicklung
| Jahr      | 1962 | 1968 | 1975 | 1982 | 1990 | 1999 | 2006 | 2012 |
| --------- | ---- | ---- | ---- | ---- | ---- | ---- | ---- | ---- |
| Einwohner | 114  | 78   | 66   | 31   | 106  | 155  | 204  | 231  |